# Hugh Laurie

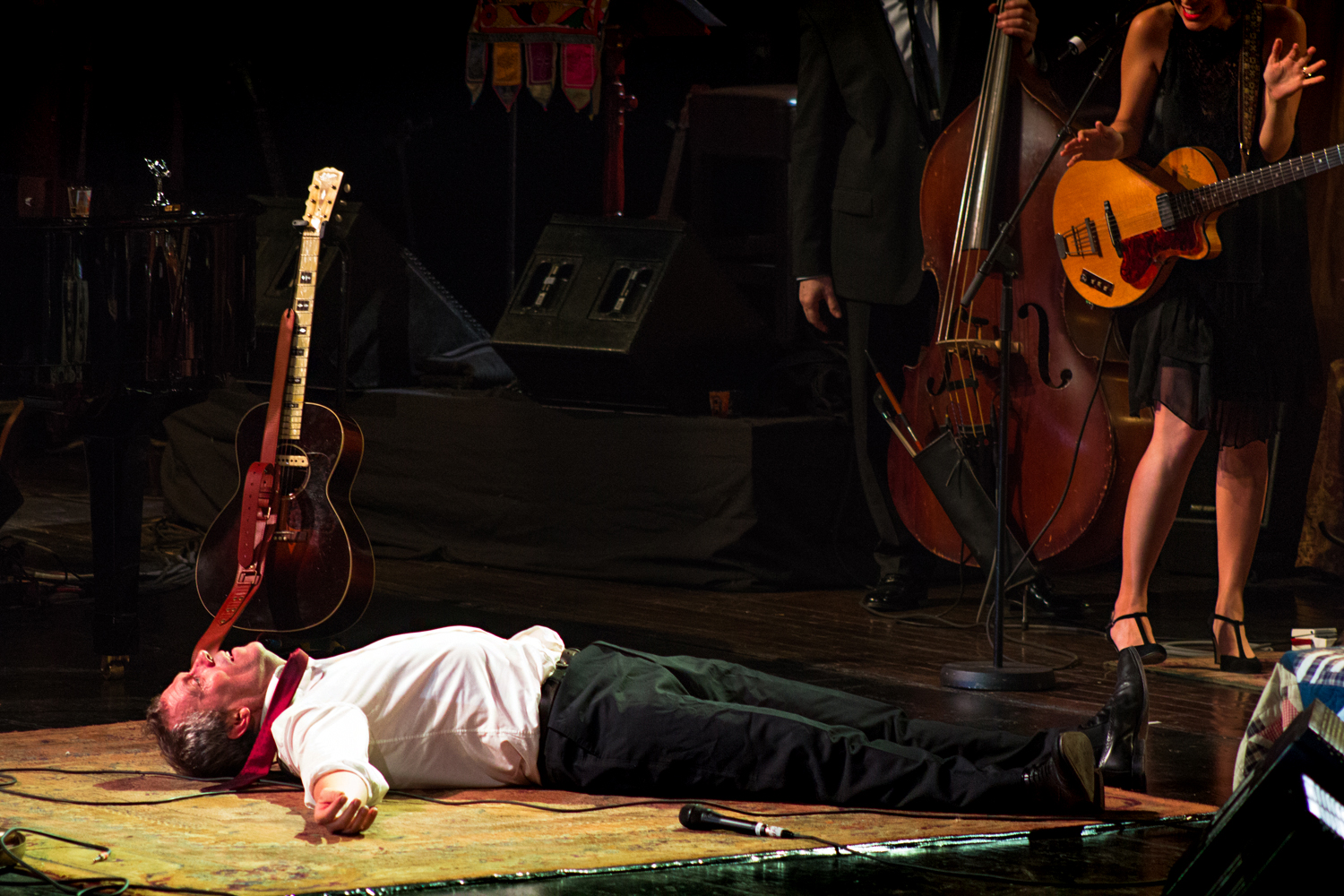
Hugh Laurie em turnê no Brasil!

James Hugh Calum Laurie, CBE (Oxford, 11 de junho de 1959) é um premiado ator e músico britânico, conhecido por seu trabalho na série de televisão House como Dr. Gregory House, papel que desempenhou de 2004 a 2012. A série valeu-lhe dois Globos de Ouro, dois prémios do Sindicato dos Atores e seis nomeações para os prémios Emmy. Em 2011 entrou no Guiness como o ator mais visto e um dos atores mais bem pagos na televisão com um salário de 409 000 dólares por episódio de House.

## Biografia
Hugh Laurie nasceu em Oxford. É o mais novo de quatro filhos: tem um irmão mais velho, Charles Alexander Lyon Mundell Laurie que é advogado e pastor na Escócia e duas irmãs mais velhas, Susan e Janet. A sua relação com a mãe, Patricia, foi complicada enquanto crescia. Segundo Hugh, "ela era presbiteriana no caráter e no humor" e ele era "uma frustração para ela... ela não gostava de mim". O seu pai, William George Ranald Mundell Laurie era médico e ganhou uma medalha de ouro nos Jogos Olímpicos de Londres em 1948.
Os pais de Hugh eram de ascendência escocesa e presbiterianos. O ator afirmou que "a crença em Deus não tinha muita importância na minha casa, mas influenciava uma certa atitude em relação à vida. O prazer era algo que tratávamos com bastante suspeita, o prazer era algo que... ia dizer que tinha de ser merecido, mas nem isso de merecer resultava. É algo que até hoje, quero dizer, é algo que faz parte de mim. Acho que o prazer é uma coisa difícil, não sei o que fazer com ele. Não sei onde o posso colocar". Hugh já afirmou: "não acredito em Deus, mas tenho a impressão de que se houvesse um Deus, ou um destino, ou algum tipo de entidade a olhar para nós, se visse que estávamos a tratar certas coisas como se fossem uma garantia, tirava-nos isso".

### Educação
Hugh e frequentou a prestigiada Dragon School entre os 7 e os 13 anos. O ator afirmou que "na verdade, era uma criança horrível. Não era muito dado a livros e passei grande parte da minha infância a fumar e a copiar nos testes de vocabulário de Francês". Aos 13 anos iniciou a sua educação no Eton College, lugar que descreve como "a mais privada das escolas privadas".
Depois de terminar o ensino secundário entrou na Seldwyn College da Universidade de Cambridge "por uma questão de tradição familiar. O meu pai frequentou Cambridge e eu candidatei-me à mesma faculdade". Uma das outras razões que o levou a escolher estudar na Universidade de Cambridge foi o facto de o seu pai ter conseguido obter bastante sucesso como remador enquanto frequentou a universidade e ele ter o desejo de seguir as suas pisadas. Hugh estudou Antropologia com uma especialização em Antropologia Social.
À semelhança do pai, Hugh foi remador enquanto frequentou a universidade, tendo conquistado vários títulos, entre eles o título nacional nos Junior World Rowing Championships em 1977. Na altura, treinava oito horas por dia na esperança de se tornar num remador olímpico. Fazia ainda parte dos clubes de desporto Leander Club, Hermes Club e Hawk's Club.
Hugh foi forçado a desistir do remo quando contraiu febre glandular, o que o levou a juntar-se ao Footlights, um clube de teatro que ao longo da sua história foi frequentado por alguns dos mais conhecidos comediantes do Reino Unido, incluindo três dos membros dos Monty Python. Aí conheceu Emma Thompson com quem teve uma relação; os dois mantiveram a amizade depois de terminarem o namoro. Emma apresentou Hugh a Stephen Fry, com quem manteve durante anos uma frutuosa parceria profissional. Hugh foi presidente do Footlights no seu último ano da universidade (1980-1981) e Emma Thompson foi vice-presidente. Nesse ano Hugh e Stephen escreveram a tradicional revista do clube intitulada The Cellar. A revista foi apresentada no Festival de Comédia Fringe em Edimburgo onde venceu o primeiro prémio Perrier. Este prémio levou a que Hugh, Stephen Fry e Emma Thompson fossem convidados a levar a revista ao West End de Londres e foi filmada uma versão para televisão da mesma que foi transmitida em 1982 Os três foram ainda selecionados, juntamente com Ben Elton, Robbie Coltrane e Siobhan Redmand, para escrever e participar na série de skteches de comédia Alfresco da Granada Television que foi transmitida por duas temporadas. Este sucesso levou a que Hugh Laurie não conseguisse terminar o seu curso na Universidade de Cambridge.

## Carreira
Hugh e Stephen Fry continuaram a sua colaboração durante as décadas de 1980 e 1990. Entre os trabalhos que fizeram juntos destaca-se a série Blackadder, escrita por Ben Elton e Richard Curtis e protagonizada por Rowan Atkinson, onde Hugh interpretou vários papéis, sendo os mais conhecidos os de príncipe George e de segundo-tenente George. Seguiram-se outros projetos, entre os quais uma série de sketches de comédia transmitida pela BBC, A Bit of Fry & Laurie; Jeeves and Wooster, uma adaptação para a televisão das histórias do autor P. G. Wodehouse, onde Hugh interpretou o papel do empregador de Jeeves, o amigável Bertie Wooster. Os dois também participaram em vários eventos de caridade, tais como Hysteria! 1, 2 & 3 e os programas The Secret Policeman's Third Ball e Comic Relief da Amnistia Internacional e o programa de variedades Fry and Laurie Host a Christmas Night with the Stars. Voltaram a trabalhar juntos como atores no filme Peter's Friends de 1992, realizado por Kenneth Branagh. Em 2010 foi transmitido o documentário Fry and Laurie Reunited que assinalou o 30º aniversário do início da colaboração entre os dois.
Em 1985, Hugh protagonizou o filme para TV Letters from a Bomber Pilot, realizado por David Hodgson. Este foi um papel dramático e o filme foi escrito a partir das cartas que um piloto da força aérea britânica escreveu para casa durante a Segunda Guerra Mundial e que foi morto em combate em 1943.
Ainda durante as décadas de 1980 e 1990, Hugh participou nos videoclips dos singles "Experiment IV" de Kate Bush (1986) e "Walking on Broken Glass" de Annie Lennox (1992). Este último passa-se na época da Regência e conta ainda com a participação de John Malkovich. Em 1998, Hugh teve uma pequena participação na série Friends no episódio "The One with Ross's Wedding".

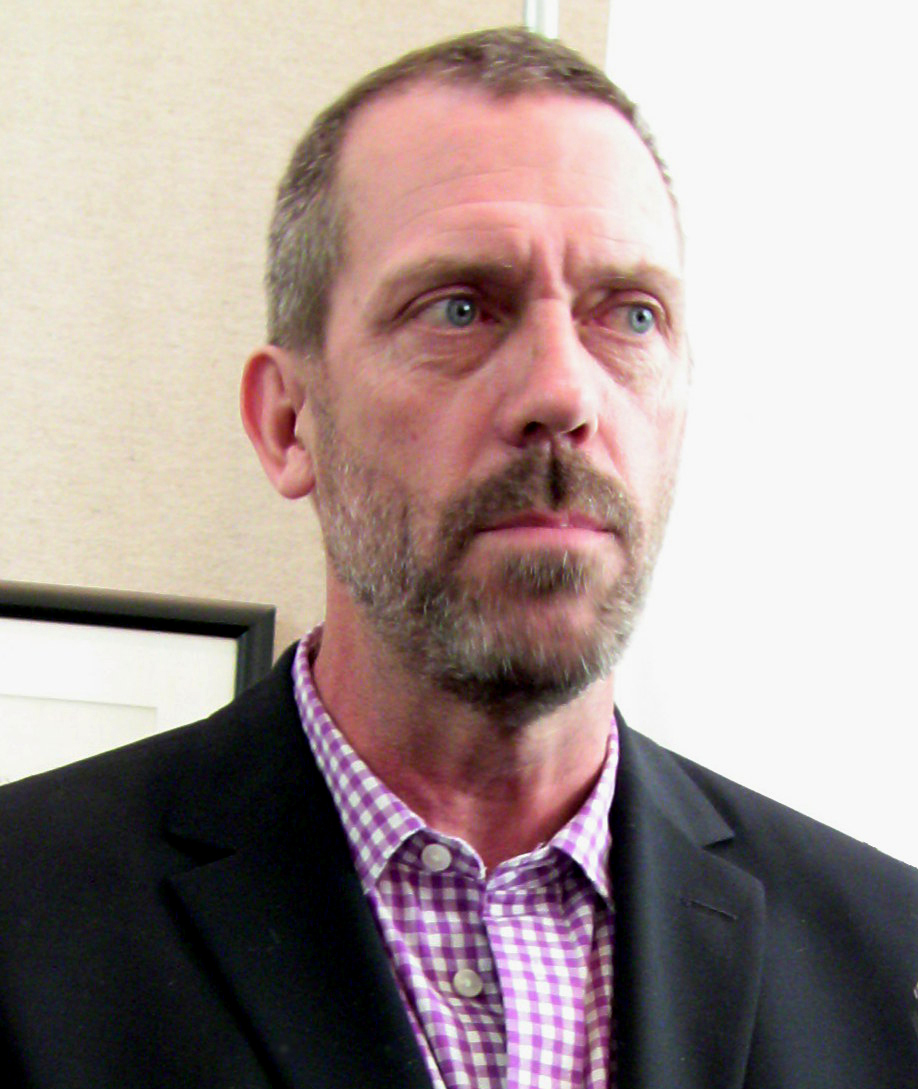
Hugh Laurie em 2009

O primeiro papel no cinema de Hugh foi no filme Sense and Sensibility (1995), uma adapatação ao grande ecrã do romance homónimo de Jane Austen escrita por Emma Thompson. No filme interpreta o papel de Mr. Palmer. No ano seguinte participou no filme 101 Dálmatas onde interpreta o papel de Jasper, um dos ladrões que tenta roubar os dálmatas. Em 1999 voltou a participar num filme infantil, desta vez Stuart Little, no papel de Mr. Fredrick Little, o pai da personagem principal. Hugh retomou o papel na sequela em 2002 e deu à voz à personagem na série animada transmitida em 2003. Em 2004 teve um pequeno papel no filme Flight of the Phoenix, um remake do filme com o mesmo nome de 1965.
Ainda em 2004 estreou no canal FOX, a série House. Hugh interpretou o papel de Dr. Gregory House, um médico brilhante, entre 2004 e 2012. Para o papel teve de assumir um sotaque americano, porém fê-lo de forma tão convincente que o produtor da série, Bryan Singer apontou-o como o exemplo do tipo de ator americano completo que procuravam. Hugh falava com o sotaque americano quando estava no cenário, mesmo quando não estava a filmar, exceto quando realizou um episódio. Hugh também realizou um episódio de The C-Word.
O papel de Gregory House valeu a Hugh seis nomeações para os prémios Emmy (2006, 2007, 2008, 2009, 2010 e 2011), um Globo de Ouro em 2006 e uma nomeação em 2007 e dois Screen Actors Guild Awards, um em 2007 e outro em 2009.
Em agosto de 2007, Hugh participou no documentário Stephen Fry: 50 Not Out, transmitido pelo canal BBC Four em celebração do 50º aniversário de Stephen Fry. No ano seguinte participou no documentário Blackadder Rides Again transmitido pela ocasião do 25º aniversário da estreia da série. Ainda em 2008 interpretou o papel de capitão James Biggs no filme Street Kings, protagonizado por Keanu Reeves e Forest Whitaker. Em 2008 fez a voz do excêntrico Dr. Cockroach, PhD no filme de animação Monsters vs. Aliens. Participou ainda num episódio da série de animação Family Guy onde parodiou a sua personagem de House. Em 2010 participou no episódio de Halloween dos The Simpsons no papel de um náufrago que tem um plano de homicídio no navio onde Homer e Marge passam a sua segunda lua-de-mel. Em 2012, protagonizou o filme independente The Oranges onde interpreta o papel de um homem que tem um caso com a filha do vizinho, interpretada por Leighton Meester.
Em 2015 interpretou o papel de David Nix, o vilão do filme Tomorrowland da Disney, realizado por Brad Bird e protagonizado por George Clooney e Britt Robertson. Em 2016 regressa à televisão britânica com a minissérie The Night Manager, uma adaptação do romance de espionagem homónimo de John le Carré. Tom Hiddleston também participa na série.
Na quarta temporada da série Veep, ele interpretou o papel do candidato a vice-presidente Tom James, ao lado de Julia Louis-Dreyfuss (Selina Meyer).

## Vida pessoal

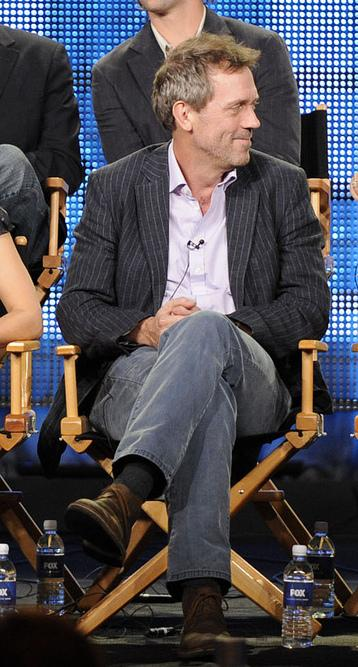
Laurie em 2009.

Hugh casou com a administradora de teatros Jo Green em junho de 1989 em Camden, Londres. Eles vivem no norte de Londres com os filhos Charles "Charlie" Archibald (nascido em novembro de 1988, Camden), William "Bill" Albert (nascido em janeiro de 1991, Camden) e Rebecca Augusta (nascida em setembro de 1993, Westminster, Londres). Charlie apareceu em A Bit of Fry and Laurie na última esquete do episódio Special Squad, como bebê William durante sua infância, e Rebecca teve um papel no filme Wit como Vivian Bearing aos cinco anos.
A mãe de Laurie, Patricia, morreu de uma doença neurológica em Oxfordshire aos 73 anos em 1989; Hugh tinha 30 na época. De acordo com Laurie, ela levou dois anos para morrer, e sofreu uma "dolorosa, debilitante paralisia" enquanto seu pai cuidava dela - a quem Laurie se refere como o "homem mais doce no mundo inteiro".
Hugh luta constantemente contra uma forte depressão, e continua recebendo tratamento de um psiquiatra. Ele declarou em uma entrevista que percebeu que tinha um problema durante uma corrida de demolição para caridade em 1996, e percebeu que dirigir no meio de batidas explosivas não o deixou nem com medo nem interessado (ele disse se sentir na verdade entediado). "Tédio," ele comentou em uma entrevista no Inside the Actors Studio, "não é uma resposta apropriada para carros explodindo"
Laurie é um OBE desde 2007 por seus serviços ao teatro, TV e filmes, tendo recebido o título em 23 de maio de 2007 pela rainha Elizabeth II.
O ator, juntamente com outros protagonistas de séries (Greg Grunberg, de Heroes e James Denton, do seriado Desperate Housewives) entraram para Band from TV, uma banda que tem como objetivo arrecadar dinheiro para diversas instituições de caridade.
Laurie admira os trabalhos de P.G. Wodehouse, explicando em um artigo de 27 de maio de 1999 no The Daily Telegraph como ler livros de Wodehouse salvou sua vida.
Laurie é um ávido motociclista. Ele possui duas motos, uma em sua casa na Califórnia e uma em sua casa na Inglaterra. Sua moto nos Estados Unidos é uma Triumph Bonneville.

## Livros
- O Vendedor de Armas (1996)
- The Paper Soldier, (2006) inacabado.

## Discografia

### Álbuns
- 2011: Let Them Talk
- 2013: Didn't It Rain

### Singles
- 1993: "Stick It Out"; com Right Said Fred, Peter Cook, Alan 'Fluff' Freeman, Jools Holland, Steve Coogan, Clive Anderson, Linda Robson, Pauline Quirke, Richard Fairbrass, Rob Manzoli, Basil Brush & Bernard Cribbins
- 2011: "Tipitina "
- 2011: "You Don't Know My Mind"
- 2011: "Hallelujah, I Love Her So"
- 2013: "Wild Honey"

## Filmografia

### Cinema
| Ano  | Título                                         | Papel                                    | Notas |
| ---- | ---------------------------------------------- | ---------------------------------------- | ----- |
| 1985 | Plenty                                         | Michael                                  |       |
| 1989 | Strapless                                      | Colin                                    |       |
| 1992 | Peter's Friends                                | Roger Charleston                         |       |
| 1994 | A Pin for the Butterfly                        | Uncle                                    |       |
| 1995 | Sense and Sensibility                          | Sr. Palmer                               |       |
| 1996 | 101 Dálmatas                                   | Jasper Badun                             |       |
| 1997 | Spice World                                    | Hercule Poirot                           |       |
| 1997 | The Borrowers                                  | Policial Oliver Steady                   |       |
| 1997 | The Place of Lions                             | Steve Harris                             |       |
| 1998 | O Homem da Máscara de Ferro                    | Pierre                                   |       |
| 1998 | Cousin Bette                                   | Barão Hector Hulot                       |       |
| 1999 | Blackadder: Back & Forth                       | Viscount George Bufton-Tufton / Georgius |       |
| 1999 | O Pequeno Stuart Little                        | Sr. Frederick Little                     |       |
| 2000 | Maybe Baby                                     | Sam Bell                                 |       |
| 2001 | Girl from Rio                                  | Raymond Woods                            |       |
| 2002 | O Pequeno Stuart Little 2                      | Sr. Frederick Little                     |       |
| 2003 | The Young Visiters                             | Lorde Bernard Clark                      |       |
| 2004 | Flight of the Phoenix                          | Ian                                      |       |
| 2005 | The Big Empty                                  | Doutor                                   |       |
| 2008 | Os Reis da Rua                                 | Capitão James Biggs                      |       |
| 2011 | The Oranges                                    | David Walling                            |       |
| 2012 | Mr. Pip                                        | Sr. Watts                                |       |
| 2015 | Tomorrowland - Um Lugar Onde Nada É Impossível | David Nix                                |       |
| 2018 | Holmes & Watson                                | Mycroft Holmes                           |       |
| 2019 | The Personal History of David Copperfield      | Mr. Dick                                 |       |

### Televisão
| Ano        | Título                                              | Papel                                            | Notas                                                                      |
| ---------- | --------------------------------------------------- | ------------------------------------------------ | -------------------------------------------------------------------------- |
| 1981       | The Cellar Tapes                                    | Vários personagens                               | Escritor                                                                   |
| 1982       | There's Nothing to Worry About!                     | Vários personagens                               | Escritor                                                                   |
| 1983       | Alfresco                                            | Vários personagens                               | Escritor                                                                   |
| 1983       | The Crystal Cube                                    | Vários personagens                               | Escritor                                                                   |
| 1984       | The Young Ones                                      | Lorde Monty                                      | Episódio: "Bambi"                                                          |
| 1985       | Letters from a Bomber Pilot                         | Piloto Oficial Bob Hodgson                       |                                                                            |
| 1985       | Mrs. Capper's Birthday                              | Bobby                                            |                                                                            |
| 1985       | Happy Families                                      | Jim                                              |                                                                            |
| 1986       | Blackadder II                                       | Simon Partridge                                  | Episódio: "Beer"                                                           |
| 1986       | Blackadder II                                       | Príncipe Ludwig, o Indestrutível                 | Episódio: "Chains"                                                         |
| 1987       | Filthy Rich & Catflap                               | N'Bend                                           |                                                                            |
| 1987       | Blackadder the Third                                | Jorge, Príncipe de Gales, O Príncipe Regente     |                                                                            |
| 1988       | Blackadder's Christmas Carol                        | Príncipe George                                  |                                                                            |
| 1989       | Blackadder Goes Forth                               | Tenente o Honorável George Colhurst St. Barleigh |                                                                            |
| 1989       | The New Statesman                                   | Waiter                                           |                                                                            |
| 1989–1995  | A Bit of Fry & Laurie                               | Vários personagens                               | Escritor                                                                   |
| 1990–1993  | Jeeves and Wooster                                  | Bertie Wooster                                   |                                                                            |
| 1993       | All or Nothing at All                               | Leo Hopkins                                      | 3 episódios                                                                |
| 1996       | Tracey Takes On...                                  | Timothy Bugge                                    | 3 episódios                                                                |
| 1998       | Friends                                             | Cavalheiro no Avião                              | Episódio: "The One with Ross's Wedding (Part 2)" Cameo                     |
| 1998       | The Bill                                            | Defence Counsel                                  | Episódio: "Good Faith: Part 1"                                             |
| 1999       | The Nearly Complete and Utter History of Everything | Embaixador Francês                               | Esboço: Paz de Vestfália                                                   |
| 2000       | Randall and Hopkirk                                 | Dr. Lawyer                                       | Episódio: "Mental Apparition Disorder"                                     |
| 2001       | Life with Judy Garland: Me and My Shadows           | Vincente Minnelli                                |                                                                            |
| 2002       | The Strange Case of Penny Allison                   | Vários personagens                               |                                                                            |
| 2002       | Spooks                                              | Jools Siviter                                    |                                                                            |
| 2003       | Fortysomething                                      | Paul Slippery                                    | Também diretor                                                             |
| 2004       | Fire Engine Fred                                    | Narrador                                         |                                                                            |
| 2004–2012  | House                                               | Dr. Gregory House                                | Protagonista 177 Episódios Diretor dos episódios "Lockdown" e "The C-Word" |
| 2006, 2008 | Saturday Night Live                                 | Apresentador                                     | Episódios: "Hugh Laurie/Beck" e "Hugh Laurie/Kanye West"                   |
| 2011       | Later... with Jools Holland                         | Ele mesmo                                        | Desempenho/entrevista do convidado                                         |
| 2015–2019  | Veep                                                | Tom James                                        | 20 episódios                                                               |
| 2016       | The Night Manager                                   | Richard Onslow Roper                             | Elenco principal 6 Episódios                                               |
| 2016–2017  | Chance                                              | Dr. Eldon Chance                                 | 20 episódios                                                               |
| 2019       | Catch-22                                            | Major de Coverley                                | Minissérie                                                                 |
| 2020–2022  | Avenue 5                                            | Ryan Clark                                       | Protagonista 17 Episódios                                                  |
| 2020       | Roadkill                                            | Peter Laurence                                   | Minissérie                                                                 |
| 2022       | Why Didn't They Ask Evans?                          | Dr. James Nicholson                              | Elenco principal Também escritor e diretor                                 |
| 2023       | All the Light We Cannot See                         | Etienne LeBlanc                                  | Elenco principal                                                           |

### Trabalhos como Dublador
| Ano        | Título                                      | Papel                                      | Notas                                                           |
| ---------- | ------------------------------------------- | ------------------------------------------ | --------------------------------------------------------------- |
| 1993–1995  | The Legends of Treasure Island              | Squire Trelawney                           |                                                                 |
| 1995       | The Snow Queen                              | Peeps                                      |                                                                 |
| 1995       | The World of Peter Rabbit and Friends       | Johnny Town-Mouse                          | Episódio: "The Tale of Two Bad Mice and Johnny Town-Mouse"      |
| 1996       | The Snow Queen's Revenge                    | Peeps                                      |                                                                 |
| 1997       | The Ugly Duckling                           | Tarquin                                    |                                                                 |
| 2000       | Preston Pig                                 | Mr. Wolf                                   |                                                                 |
| 2000       | Carnivale                                   | Cenzo                                      |                                                                 |
| 2001, 2010 | Family Guy                                  | Patrono do Bar Dr. Gregory House Ele mesmo | Episódios: "One If by Clam, Two If by Sea", "Business Guy"      |
| 2001       | Discovering the Real World of Harry Potter  | Narrador                                   |                                                                 |
| 2001       | Second Star to the Left: A Christmas Tale   | Archie                                     |                                                                 |
| 2003       | Stuart Little                               | Frederick Little                           |                                                                 |
| 2005       | Valiant                                     | Comandante de Ala Gutsy                    |                                                                 |
| 2005       | Stuart Little 3: Call of the Wild           | Frederick Little                           | Filme lançado diretamente em mídia doméstica                    |
| 2009       | Monstros vs. Alienígenas                    | Dr. Cockroach                              | Indicado – Annie Award for Voice Acting in a Feature Production |
| 2009       | B.O.B's Big Break                           | Dr. Cockroach                              | Curta-metragem                                                  |
| 2009       | Monstros vs. Alienígenas: Abóboras Mutantes | Dr. Cockroach                              |                                                                 |
| 2010       | Os Simpsons                                 | Roger                                      | Episódio: "Treehouse of Horror XXI"                             |
| 2011       | Hop                                         | Mr. Bunny                                  |                                                                 |
| 2011       | Operação Presente                           | Steve                                      |                                                                 |
| 2022       | The Amazing Maurice                         | Maurice                                    |                                                                 |
| 2023       | People Who Knew Me                          | TBA                                        | Próxima série de podcasts                                       |

## Prêmios

### Prêmios Emmy do Primetime
| Ano  | Categoria                                          | Trabalho          | Resultado | Ref.   |
| ---- | -------------------------------------------------- | ----------------- | --------- | ------ |
| 2005 | Melhor Ator em Série Dramática                     | House, M.D.       | Indicado  | [ 24 ] |
| 2007 | Melhor Ator em Série Dramática                     | House, M.D.       | Indicado  | [ 24 ] |
| 2008 | Melhor Ator em Série Dramática                     | House, M.D.       | Indicado  | [ 24 ] |
| 2009 | Melhor Ator em Série Dramática                     | House, M.D.       | Indicado  | [ 24 ] |
| 2009 | Melhor Série Dramática                             | House, M.D.       | Indicado  | [ 24 ] |
| 2010 | Melhor Ator em Série Dramática                     | House, M.D.       | Indicado  | [ 24 ] |
| 2011 | Melhor Ator em Série Dramática                     | House, M.D.       | Indicado  | [ 24 ] |
| 2016 | Melhor Ator Coadjuvante em Minissérie ou Telefilme | The Night Manager | Indicado  | [ 24 ] |
| 2016 | Melhor Série Limitada                              | The Night Manager | Indicado  | [ 24 ] |
| 2017 | Melhor Ator Convidado em Série de Comédia          | Veep              | Indicado  | [ 24 ] |

### Globos de Ouro
- 2005 - Vencedor - Melhor Ator (série dramática) em televisão
- 2006 - Vencedor - Melhor Ator (série dramática) em televisão
- 2007 - Nomeado - Melhor Ator (série dramática) em televisão
- 2008 - Nomeado - Melhor Ator (série dramática) em televisão
- 2009 - Nomeado - Melhor Ator (série dramática) em televisão

### Satellite Awards
- 2005 - Vencedor - Melhor Ator (série dramática)
- 2006 - Vencedor - Melhor Ator (série dramática)
- 2007 - Nomeado - Melhor Ator (série dramática)

### Prémios Screen Actors Guild
- 2006 - Nomeado - Melhor Ator (série dramática)
- 2007 - Vencedor - Melhor Ator (série dramática)
- 2008 - Nomeado - Melhor Ator (série dramática)
- 2009 - Vencedor - Melhor Ator (série dramática)
- 2011 - Nomeado - Melhor Ator (série dramática)

### Television Critics Association
- 2005 - Vencedor - realização individual (Drama)
- 2006 - Vencedor - realização individual (Drama)
- 2007 - Nomeado - realização individual (Drama)

### Teen Choice Awards
- 2006 - Nomeado - ator televisivo (Drama)
- 2007 - Vencedor - ator televisivo (Drama)

### People's Choice Awards
- 2008 - Vencedor - ator da TV Favorito
- 2009 - Vencedor - ator da TV Favorito
- 2010 - Vencedor - melhor ator de drama na TV
- 2011 - Vencedor - melhor ator de drama na TV